# Pancheria reticulata
Pancheria reticulata är en tvåhjärtbladig växtart som beskrevs av André Guillaumin. Pancheria reticulata ingår i släktet Pancheria och familjen Cunoniaceae. Inga underarter finns listade i Catalogue of Life.